# Extensible Open Router Platform
Extensible Open Router Platform (XORP) is een opensource-implementatie van een router bedoeld voor standaard pc-hardware. XORP wordt ontwikkeld als een researchproject door het International Computer Science Institute te Berkeley, Californië. De meest recente versie van de software is 1.8.5, uitgebracht op 11 januari 2012. De broncode is beschikbaar onder de BSD-licentie.
De ontwikkeling van XORP komt voort uit GateD, de basis van de meeste commerciële implementaties. Deze werd aan de universiteit van Michigan ontwikkeld. Rond GateD is nooit een opensourcegemeenschap ontstaan.

## Ondersteunde protocollen
- BGP, routeringsprotocol Border Gateway Protocol v4;
- SNMP, de volledige BGP4 MIB (volgens RFC 1657[1]) wordt ondersteund;
- RIP, Routing Information Protocol;
- PIM-SM, Protocol Independent Multicast - Sparse-Mode;
- OSPF, Open Shortest Path First-routering;
- IGMP, Internet Group Management Protocol, v1 en v2;
- MLD, Multicast Listener Discovery (RFC 2710[2]).

## Voor- en nadelen
De belangrijkste voordelen van een XORP-router zijn:
- een modulaire opbouw waardoor een abnormaal einde van een proces niet leidt tot het einde van de volledige functionaliteit;
- gratis: afwezigheid van licentiekosten en sponsoring door Intel en de NSF.

Enkele nadelen zijn:
- De prestaties zijn nog niet vergelijkbaar met commerciële 'applience'-routers;
- IS-IS wordt niet ondersteund.